# Ellen Breen
Ellen W. Breen (* 17. April 1963 in Pasadena, Kalifornien) ist eine ehemalige US-amerikanische Freestyle-Skierin. Sie war auf die nicht mehr ausgetragene Disziplin Ballett (Acro) spezialisiert. In dieser Disziplin wurde sie 1991 und 1993 Weltmeisterin. Daneben gewann sie dreimal die Disziplinenwertung im Weltcup sowie 23 Einzelwettkämpfe.

## Biografie

### Kindheit und Jugend
Ellen Breen wuchs mit zwei älteren Brüdern in West Hills, Los Angeles, auf. Vater Jim, ein ehemaliger Profigolfer, war stellvertretender Schulleiter an einer Bildungseinrichtung im San Fernando Valley und brachte seine Kinder früh mit dem Sport in Berührung. Laut eigenen Angaben war er aus dem Mittleren Westen nach Kalifornien eingewandert, um dem „Schnee zu entkommen“. Während ihre Brüder in der Jugend Basketball und Football spielten, begann sich Ellen während der Highschool für das Skifahren zu interessieren. Daneben spielte sie Basketball auf der Position eines Point Guard.

### Sportliche Laufbahn
Nach dem Schulabschluss zog Breen an den Lake Tahoe und begann an Freestyle-Wettkämpfen der Far West Ski Association teilzunehmen. Abends arbeitete sie in einem Hotel als Zimmermädchen, später auch während des Sommers als Kellnerin in einem Sizzler. Nachdem sie zunächst eine Vorliebe für die Disziplin Aerials (Springen) gehegt hatte, konzentrierte sie sich ab 1982 auf das Ballett, als der mehrfache Weltcupsieger Bob Howard ihr Training übernommen hatte. Noch im selben Jahr wurde sie Far West Ballet Champion und ein Jahr später US-Vizemeisterin.
Ellen Breen gab am 14. Januar 1984 in Stoneham ihr Debüt im Freestyle-Skiing-Weltcup und belegte auf Anhieb Rang vier. Nachdem sie jeden Saisonwettbewerb unter den besten zehn und die Disziplinenwertung auf dem fünften Platz abgeschlossen hatte, wurde sie als Weltcup-Rookie des Jahres ausgezeichnet. Im folgenden Dezember gelang ihr als Dritte in Tignes ihr erster Podestplatz. Bis März 1987 klassierte sie sich durchgehend in den Punkterängen und belegte am Saisonende jedes Mal Rang fünf. Auch bei den allerersten Weltmeisterschaften in Tignes wurde sie Fünfte. Während die mittlerweile dreifache US-Meisterin weitere Podestplätze einfuhr, wurde sie zunehmend als potenzielle Nachfolgerin ihrer überragenden Landsfrau Jan Bucher gehandelt. In der Saison 1988/89 legte sie eine Wettkampfpause ein, um an ihrem tänzerischen Ausdruck zu arbeiten.
Im Januar 1990 feierte Breen im Alter von 26 Jahren in Calgary ihren ersten Weltcupsieg und beendete die Saison auf dem vierten Endrang. Im folgenden Winter gelang ihr mit zwei Siegen erstmals der Sprung unter die Top drei der Disziplinenwertung. Zudem kürte sie sich bei den Weltmeisterschaften in Lake Placid in ihrer Paradedisziplin zur Weltmeisterin. Danach verschlechterten sich ihre Ergebnisse. Beim im Rahmen der Olympischen Spiele 1992 von Albertville ausgetragenen Demonstrationswettbewerb zeigte sie eine Kür zu den musikalischen Klängen des Jailhouse Rock, kam aber über Rang sechs nicht hinaus. In der Weltcup-Disziplinenwertung fiel sie auf Rang neun zurück. In den letzten drei Wintern ihrer Karriere dominierte Breen den Ballettsport und gewann jeweils die Disziplinenwertung. 1993 verteidigte sie in Zauchensee als erste und einzige Athletin ihren Ballett-Weltmeistertitel erfolgreich. In der Saison 1994/95 gelangen ihr sieben Weltcupsiege in Serie, bei den Weltmeisterschaften in La Clusaz gewann sie noch eine Silbermedaille.
Im März 1995 beendete Breen im Alter von 31 Jahren ihre aktive Laufbahn im Leistungssport.

## Erfolge

### Olympische Spiele
- Albertville 1992: 6. Ballett (Demonstrationswettbewerb)

### Weltmeisterschaften
- Tignes 1986: 5. Ballett
- Lake Placid 1991: 1. Ballett
- Altenmarkt-Zauchensee 1993: 1. Ballett
- La Clusaz 1995: 2. Ballett

### Weltcupwertungen
| Saison  | Gesamt | Gesamt | Ballett | Ballett |
| Saison  | Platz  | Punkte | Platz   | Punkte  |
| ------- | ------ | ------ | ------- | ------- |
| 1984    | 19.    | 8      | 5.      | 50      |
| 1984/85 | 14.    | 9      | 5.      | 62      |
| 1985/86 | 14.    | 10     | 5.      | 48      |
| 1986/87 | 17.    | 8      | 5.      | 46      |
| 1987/88 | 10.    | 9      | 4.      | 66      |
| 1989/90 | 10.    | 10     | 4.      | 57      |
| 1990/91 | 9.     | 11     | 3.      | 96      |
| 1991/92 | 26.    | 5      | 9.      | 37      |
| 1992/93 | 6.     | 100    | 1.      | 800     |
| 1993/94 | 6.     | 99     | 1.      | 792     |
| 1994/95 | 5.     | 100    | 1.      | 700     |

### Weltcupsiege
Breen errang im Weltcup 52 Podestplätze, davon 23 Siege:
| Datum             | Ort                   | Land        | Disziplin |
| ----------------- | --------------------- | ----------- | --------- |
| 26. Januar 1990   | Calgary               | Kanada      | Ballett   |
| 19. Februar 1991  | La Clusaz             | Frankreich  | Ballett   |
| 8. März 1991      | Voss                  | Norwegen    | Ballett   |
| 10. Dezember 1992 | Tignes                | Frankreich  | Ballett   |
| 17. Dezember 1992 | Piancavallo           | Italien     | Ballett   |
| 15. Januar 1993   | Breckenridge          | USA         | Ballett   |
| 23. Februar 1993  | La Plagne             | Frankreich  | Ballett   |
| 24. Februar 1993  | La Plagne             | Frankreich  | Ballett   |
| 19. März 1993     | Oberjoch              | Deutschland | Ballett   |
| 26. März 1993     | Lillehammer           | Norwegen    | Ballett   |
| 20. Dezember 1993 | La Plagne             | Frankreich  | Ballett   |
| 7. Januar 1994    | Blackcomb             | Kanada      | Ballett   |
| 14. Januar 1994   | Breckenridge          | USA         | Ballett   |
| 28. Januar 1994   | Le Relais             | Kanada      | Ballett   |
| 2. Februar 1994   | La Clusaz             | Frankreich  | Ballett   |
| 7. Februar 1994   | Lillehammer           | Norwegen    | Ballett   |
| 16. Dezember 1994 | Tignes                | Frankreich  | Ballett   |
| 6. Januar 1995    | Blackcomb             | Kanada      | Ballett   |
| 13. Januar 1995   | Breckenridge          | USA         | Ballett   |
| 20. Januar 1995   | Le Relais             | Kanada      | Ballett   |
| 26. Januar 1995   | Lake Placid           | USA         | Ballett   |
| 2. Februar 1995   | Oberjoch              | Deutschland | Ballett   |
| 9. Februar 1995   | Altenmarkt-Zauchensee | Österreich  | Ballett   |

### Weitere Erfolge
- 3 US-amerikanische Meistertitel (Ballett 1985–1987)[3]

## Auszeichnungen
- World Cup Rookie of the Year 1984
- 1990 und 1993–1995: Ann Hansen Award[4]
- 1991 und 1993: U.S. Freestyle Skier of the Year (Ski Racing Magazine)[5]
- 1993: International Freestyle Skier of the Year (Ski Racing)[5]